# Баскаково (Гагаринский район)
Баскаково — село в Смоленской области России, в Гагаринском районе. Расположено в северо-восточной части области в 15 км к западу от Гагарина и в 5 км от железнодорожной станции Василисино на линии Москва — Минск на правом берегу реки Сежа. Население — 531 житель (2007 год). Административный центр Баскаковского сельского поселения.

## Экономика
Средняя школа, библиотека, дом культуры, почта, больница.

## Достопримечательности
- Скульптура на братской могиле 51 воина Советской Армии, погибших в 1941—1943 гг.
- В селе родился поэт Василий Александровский.
- Памятник архитектуры Церковь Рождества Христова, 1772. Воздвигнута на месте старой деревянной церкви (1701 г.) в стиле барокко.[1]

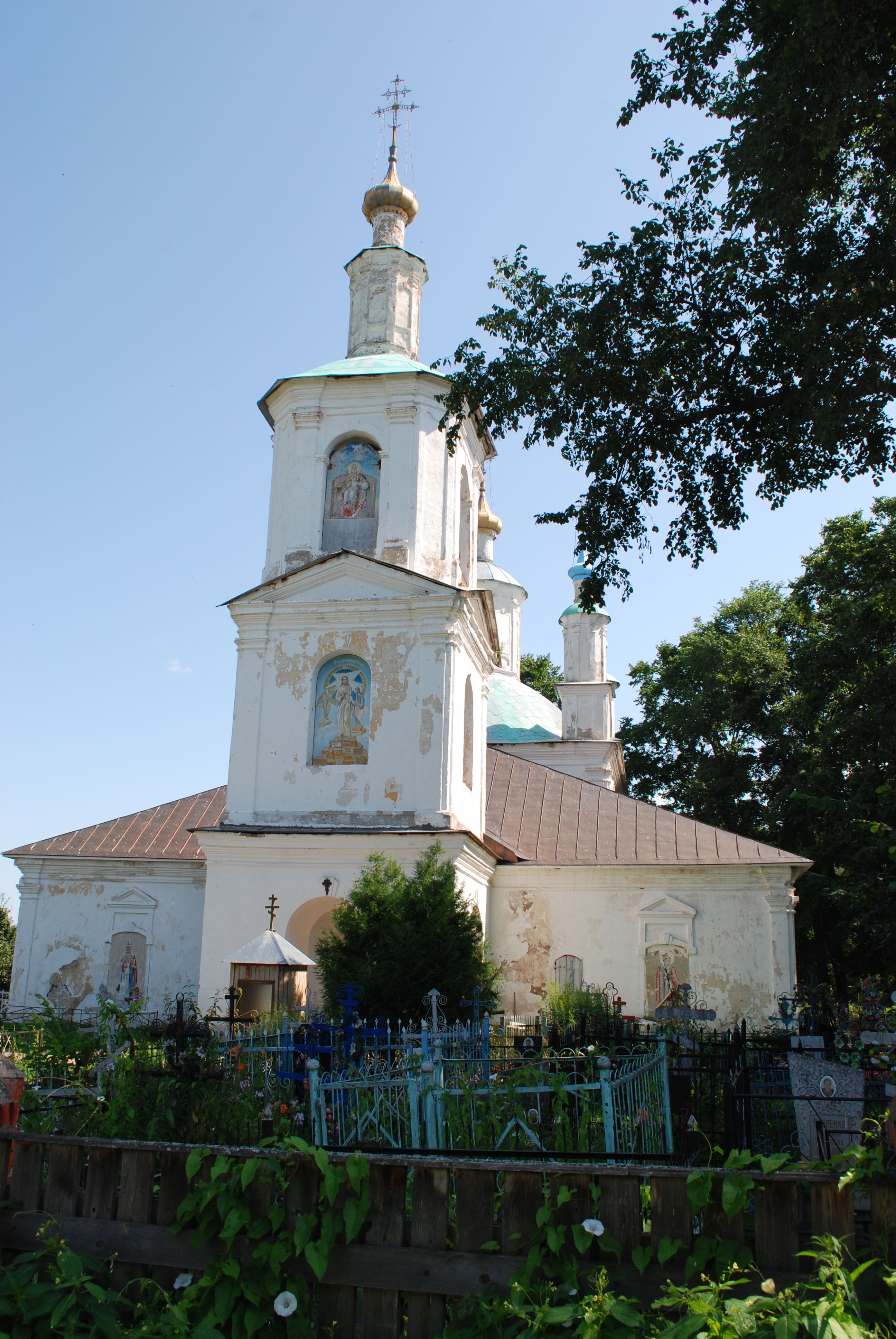
Церковь Рождества Христова (1772)